# 17703 Bombieri
17703 Bombieri è un asteroide della fascia principale. Scoperto nel 1997, presenta un'orbita caratterizzata da un semiasse maggiore pari a 2,2034657 UA e da un'eccentricità di 0,0246190, inclinata di 1,36509° rispetto all'eclittica.
L'asteroide è dedicato al matematico italiano Enrico Bombieri.